# 埃森的赛奥法诺

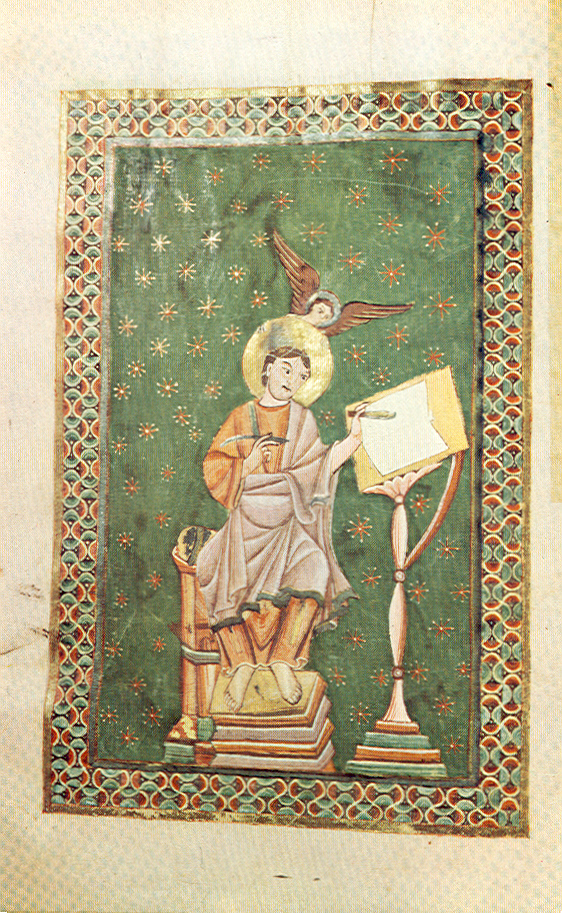
《赛奥法诺福音书》中的圣马太形象

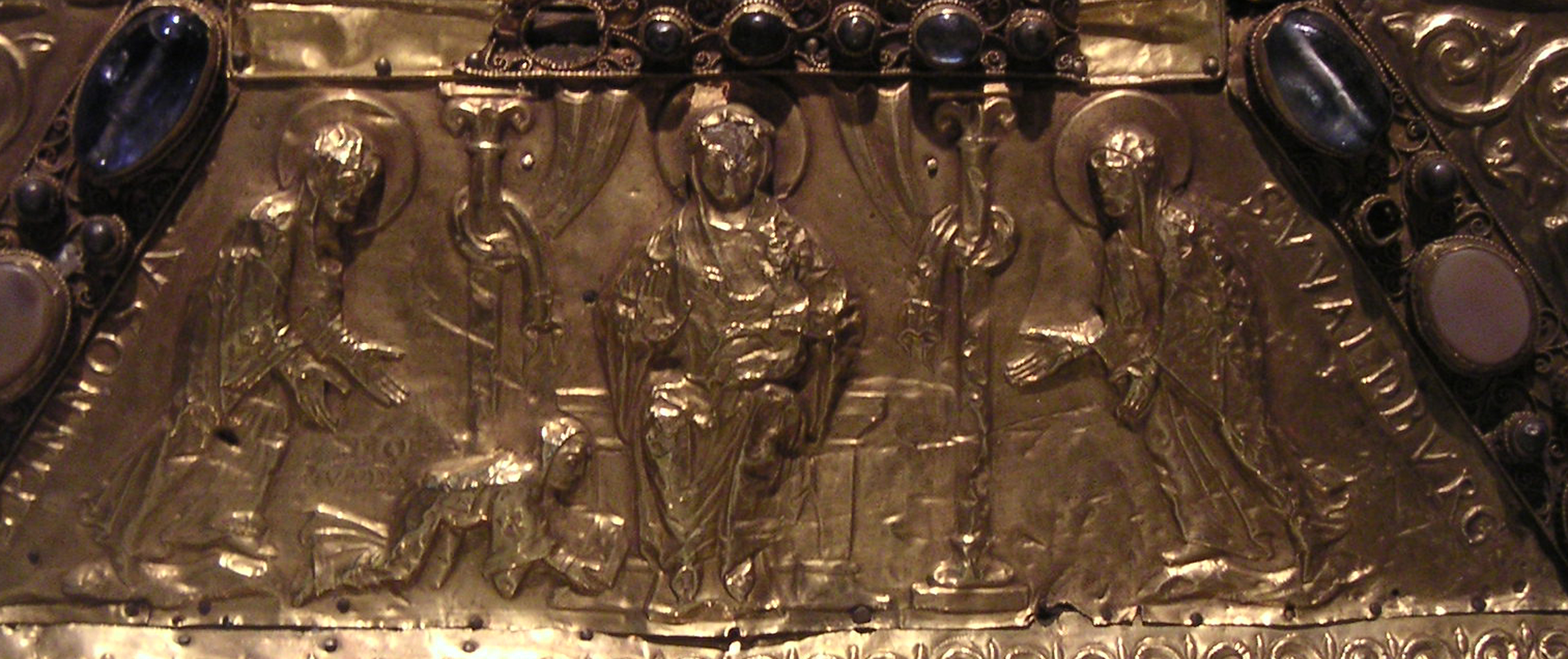
《赛奥法诺福音书》的封面

赛奥法诺 (德語：Theophanu) 从1039年到1058年去世一直是埃森和格雷斯海姆修道院的女修道院院长。她是神圣罗马帝国洛林公爵夫人德意志的瑪蒂爾德的女儿，也是拜占庭公主赛奥法诺和神圣罗马皇帝奥托二世的孙女。
在修女期间，赛奥法诺负责多项艺术和建筑任务，包括翻新明斯特教堂西端，以反映著名的八角形亚琛教堂的设计。她捐赠了几本奢华的尼金手抄本，包括《赛奥法诺福音书》（现藏于埃森大教堂的珍宝库中）和赛奥法诺十字架。